# پتار تربویویچ
پتار تربویویچ (انگلیسی: Petar Trbojević؛ زادهٔ ۹ september ۱۹۷۳ (۵۱ سال)) ورزشکار واترپلو اهل صربستان است.
وی در مسابقات کشوری و بین‌المللی در مجموع برندهٔ ۵ مدال طلا، ۱ مدال نقره، ۱ مدال برنز شده‌است.